# Agrégation d'histoire du droit
L'agrégation d'histoire du droit est un des trois concours des agrégations de droit en France.